# Saison 2014-2015 du Dijon FCO
Maillots
Chronologie
Saison précédente Saison suivante
La saison 2014-2015 du Dijon FCO est la dixième de l'histoire du club en deuxième division, la troisième consécutive au sein de ce championnat. C'est aussi la dix-septième de l'histoire du club. 
L'équipe est dirigée pour la troisième saison consécutive par Olivier Dall'Oglio, qui occupe le poste d'entraîneur depuis juin 2012, tandis que le club est présidé par Olivier Delcourt depuis 2012. Il n'y a pas d'objectif précis en début de saison, si ce n'est faire aussi bien que la saison passée, malgré la volonté du président à sa nomination de remonter en Ligue 1 sous trois années.
Le DFCO réalise un bon début de saison, avec une première place et vingt-six points en treize rencontres. La suite est moins glorieuse : le club plonge à la cinquième place au terme de la vingt-deuxième journée, après avoir enchaîné cinq défaites de suite en janvier. L'équipe reprend goût à la victoire en février, et enchaîne sept matchs sans défaite entre la vingt-troisième et la vingt-neuvième journée. Après quelques résultats mitigés, les espoirs de montée s'amenuisent fortement au soir de la trente-sixième journée et la défaite à domicile face à Châteauroux.
En Coupe de France, Dijon est éliminé en seizièmes de finale par l'équipe amateure de l'US Concarneau, après trois beau succès face a deux équipes amateurs et une équipe de l'élite. En Coupe de la Ligue par contre, l'équipe passe le premier tour aux tirs au but avant d'être éliminé par Laval au second.

## Avant-saison
Olivier Delcourt annonce à la fin de la saison dernière que les objectifs pour 2014-2015 étaient de « faire du spectacle et de réaliser la plus belle saison possible ». Au préambule de la saison, l'objectif a changé et est « de faire déjà une aussi belle saison que la précédente ». Cependant, le président ne cache pas son « envie de monter ».
Olivier Dall'Oglio entame sa troisième saison en tant qu'entraîneur de l'équipe première. Selon Delcourt, « il n’y aura des arrivées que s’il y a des départs ». Le budget du club pour la saison est d'environ neuf millions d'euros, soit une baisse de plus d'un million par rapport à l'année précédente. La reprise de l'entraînement est prévue au 25 juin pour les joueurs, une journée après le staff technique.
Le défenseur ivoirien Zié Diabaté revient de son prêt en Belgique au KAA Gent où il ne sera pas imposé dans l'effectif. Au rayon des départs, le gardien Benjamin Lecomte et le milieu de terrain Rémi Mulumba repartent au FC Lorient, tout comme Romain Amalfitano à Newcastle car leur prêt prend fin. Trois joueurs quittent également le club en raison de leur fin de contrat : Christopher Jouffreau, Hakkem Achour et Daniel Yeboah. Ce n'est pas le cas de Zakaria Diallo qui rempile lui pour deux saisons supplémentaires. Trois arrivées s'enchaînent ensuite en quelques jours. C'est tout d'abord Eliott Sorin qui signe un contrat apprenti avec le club, rapidement imité par son ami Pierre Lemonnier. À la recherche d'un gardien, c'est finalement Baptiste Reynet qui revient au DFCO ensuite. Un départ est tout de même à noter, celui de Florin Bérenguer, en fin de contrat, au FC Sochaux-Montbéliard.
En fin de contrat mais ayant repris l'entraînement avec les autres, Steven Paulle voit son contrat prolongé de deux saisons. Au début de  juillet, c'est l'arrivée de Romain Amalfitano pour trois années qui est officialisée.
Le stage annuel de préparation au Chambon-sur-Lignon a été programmé du 2 au 6 juillet par le staff. C'est durant cette période que Grégory Thil est prêté un an à La Berrichonne de Châteauroux sans option d'achat. Le match amical prévu au terme de ces quatre jours, contre le Clermont Foot 63 se conclut sur une victoire dijonnaise 1-0. Le second match amical prévu cinq jours plus tard contre le voisin auxerrois se conclut sur un match nul 1-1. S'ensuit une série de trois matchs en quatre jours, face à Bourg-Péronnas (National), Moulins (CFA) et Sochaux. Les deux premiers se concluent sur des victoires dijonnaises, respectivement 2-1 et 2-0, alors que les Francs-Comtois accrochent le nul 2-2. Le série de matchs amicaux se termine six jours plus tard face à l'US Créteil-Lusitanos (1-1). Finalement, le DFCO n'a pas perdu une rencontre (trois victoires et trois matchs nuls). Les meilleurs buteurs dijonnais durant ces six matchs sont Ousseynou Cissé, Florent Mollet et Julio Tavarès avec deux buts chacun.
Le lendemain de cette ultime rencontre de préparation, le club présentait son effectif professionnel et son nouveau maillot au public et aux médias lors de la "Journée des abonnés".
Le 26 juillet, le prometteur Kévin Rodrigues signe un contrat apprenti avec Dijon. Deux jours plus tard, Jessy Benet signe son premier contrat professionnel, moins d'un mois après son contrat apprenti. Trois jours avant le début du championnat, un dernier départ est conclu. Il s'agit de celui du milieu de terrain Sekou Baradji, qui signe à Valenciennes. À la fin du mois d'août, l'attaquant Yohann Rivière rejoint le DFCO, en manque d'attaquant.

## Joueurs et le club

### Encadrement technique
Olivier Dall'Oglio est pour la troisième saison consécutive l'entraîneur du DFCO. Ancien joueur de l'Olympique d'Alès et du Stade rennais notamment, il a rejoint le club dijonnais en 2010-2011 en tant qu'entraîneur-adjoint. Il devient l'année suivante responsable de la formation, avant de prendre la place de Patrice Carteron à l'été 2012.
Le reste du staff technique est inchangé par rapport à l'année dernière. Stéphane Jobard, au club depuis sa fondation en tant que joueur, entraîneur des moins de dix-neuf ans puis de l'équipe réserve reste à son poste d'entraîneur adjoint. Laurent Weber en tant qu'entraîneur des gardiens, Benjamin Guy en tant que préparateur physique et Maxime Flaman à la réathlétisation et à la vidéo sont toujours à leurs postes, et entament leur troisième saison eux aussi à Dijon.
Le staff médical est toujours composé d'autant de membres. Le médecin Patrick Marion entame sa quatrième saison au club, alors que Nicolas Didry commence lui sa troisième. Arnaud Thuret est remplacé en tant que kiné par Matthieu Maitrepierre, ancien membre du staff des rugbymans du Stade dijonnais.
Olivier Delcourt reste à son poste de président, et Sébastien Pérez est lui aussi toujours directeur sportif.

### Effectif professionnel
Vingt-neuf joueurs composent l'effectif professionnel durant cette saison. Au poste de gardien de but, Baptiste Reynet est le titulaire, Florent Perraud étant son suppléant tandis qu'Enzo Basilio est le troisième gardien. Neuf défenseurs sont présents dans l'effectif : les arrières centraux Zakaria Diallo, Pierre Lemonnier, Steven Paulle, William Rémy et Cédric Varrault, les arrières droits Abdoulaye Bamba et Pape Paye et les arrières gauches Zié Diabaté et Samuel Souprayen. Dix milieux de terrain se partagent les postes. Les milieux défensifs sont Ousseynou Cissé et Eliott Sorin, les relanceurs sont Johan Gastien et Jordan Marié, et le meneur de jeu est Jessy Benet, tandis que Romain Amalfitano, Jérémie Bela, Florent Mollet, Romain Philippoteaux et Kévin Rodrigues sont les milieux excentrés. Enfin, sept attaquants ont fait partie de l'effectif dijonnais : Brian Babit, Loïs Diony, Koro Koné, Florian Raspentino, Yohann Rivière, Julio Tavarès et Mamadou Thiam.
Dans l'effectif de la saison 2014-2015, trois joueurs sont originaires de la région. Enzo Basilio (né à Dijon) est le troisième gardien, il a intégré le groupe pro l'année dernière. Jordan Marié, qui a grandi en Côte-d'Or, est un milieu de terrain au club depuis 2003. Il est devenu un membre important de l'effectif durant cette saison. Florent Mollet (né à Fontaine-lès-Dijon) est le premier joueur jouant en équipé première à avoir été formé au DFCO. Il n'est cependant pas un titulaire. On peut aussi citer Jessy Benet, né au Creusot et formé au FC Montceau Bourgogne.
Le capitaine de l'équipe est le défenseur central Cédric Varrault, bien que relayé par Steven Paulle et Baptiste Reynet en fin de saison. Il occupe cette fonction depuis la saison 2013-2014.

### Statistiques collectives
| Compétition       | Matches joués | Matchs gagnés | Matchs nuls | Matchs perdus | Buts marqués | Buts encaissés | Différence de buts |
| ----------------- | ------------- | ------------- | ----------- | ------------- | ------------ | -------------- | ------------------ |
| Matchs amicaux    | 7             | 4             | 3           | 0             | 12           | 5              | +7                 |
| Ligue 2           | 38            | 17            | 10          | 11            | 44           | 34             | +10                |
| Coupe de France   | 4             | 3             | 0           | 1             | 18           | 4              | +14                |
| Coupe de la Ligue | 2             | 0             | 1           | 1             | 2            | 3              | -1                 |
| Total             | 51            | 24            | 14          | 13            | 74           | 46             | +30                |

### Statistiques individuelles
Le joueur le plus utilisé cette saison est le gardien Baptiste Reynet. Le joueur, élu "Joueur de l'année" par le public a disputé trente-neuf matchs officiels durant la saison. Le gardien, surpris d'être capitaine en fin de saison, a été un élément clé de l'équipe en 2014-2015.
Neuf autres joueurs ont joué plus de trente matchs durant l'année. Le milieu de terrain Ousseynou Cissé a participé à trente-huit matchs, alors que Loïs Diony en a joué deux de moins. Abdoulaye Bamba et Jérémie Bela avec trente-cinq participations, Johan Gastien, William Rémy et Julio Tavarès avec trente-quatre, ainsi que Jordan Marié (trente-deux matchs) et Romain Amalfitano (trente-et-un) ont aussi été des membres importants du Dijon Football Côte-d'Or cette saison.
L'international cap-verdien Julio Tavarès est le meilleur buteur et le meilleur passeur du club. Avec onze réalisations (dix en championnat), il devance Romain Philippoteaux, transféré en janvier, qui a marqué un but de moins.

### Joueurs prêtés
Grégory Thil dispute une saison pleine avec La Berrichonne de Châteauroux, disputant trente-sept matchs de championnat. Le seul qu'il n'a pas disputé est celui à Laval comptant pour la trente-deuxième journée de Ligue 2, en raison de la naissance de son enfant. Il inscrit huit buts, ce qui fais de lui le meilleur buteur de son équipe cette saison. Il ne peut cependant éviter la relégation du club, qui termine dix-neuvième.
Brian Babit, parti trouver du temps de jeu en National en janvier a disputé quatorze matchs, et inscrit trois buts. Amiens termine onzième du classement final.

### Joueurs en sélection nationale

#### Équipe du Cap-Vert
Depuis sa nomination en juillet 2014, l'entraîneur de la selection cap-verdienne Rui Águas utilise Julio Tavarès dans son système à trois attaquants. Blessé à l'orteil, l'attaquant n'a pas pu participer aux deux matchs prévus les 6 et 10 septembre et comptant pour les qualifications à la Coupe d'Afrique des nations, malgré sa sélection par l'entraîneur portugais.
Pour son retour le 15 novembre face au Niger, Tavarès se contente de quelques minutes de jeu. Suffisant toutefois pour inscrire un but dans les arrêts de jeu. Il participe également à la défaite de son équipe en Zambie quatre jours plus tard. Son équipe obtient toutefois sa qualification pour la Coupe d'Afrique des nations, en terminant première de son groupe.
L'attaquant dijonnais est comme attendu sollicité pour disputer la CAN. Le tirage au sort oppose le Cap-Vert à la Tunisie, à la Zambie et à la République démocratique du Congo. Remplacent lors de la première rencontre, Julio Tavarès rentre en jeu en seconde mi-temps mais ne peut donner la victoire à son équipe. Rui Águas ne le fait pas jouer lors du deuxième match, mais le dijonnais est titulaire en attaque lors du troisième, en compagnie de Kuca Miranda et de Ryan Mendes. Il est remplacé en fin de partie, sans avoir pu débloquer la situation. Le Cap-Vert est éliminé, sans avoir perdu.
Julio Tavarès est encore une fois appelé pour le match amical du 31 mars face au Portugal. Le sélectionneur le place en tant que titulaire, et il participe pendant quatre-vingt minutes au succès de son équipe.
Il est encore appelé à la fin de la saison pour disputer un match comptant pour les qualifications pour la CAN 2017 et un dernier match amical. Ce match se déroule sans encombre pour l'équipe de Julio Tavarès qui, après son entrée en jeu, inscrira le septième but de sa formation pour conclure le festival offensif. Le match amical prévu contre le Kazakhstan trois jours plus tard est finalement annulé.
À l'issue de la saison 2014-2015, le bilan de Julio Tavarès avec l'équipe du Cap-Vert est positif avec trois victoires et un match nul en six rencontres, et deux buts marqués.
| Joueurs       | Position  |   |   |     |     |     |   |
| Julio Tavarès | Attaquant | ? | ? | 68e | 79e | 80e | ? |

#### Équipe de France des moins de 20 ans
L'Équipe de France des moins de 20 ans de football ne dispute que des matchs et tournois amicaux et sert de tremplin pour l'équipe espoirs. Jessy Benet fait partie des nombreux joueurs testés durant cette saison et dispute les deux premiers matchs en Tchéquie. Après une rentrée lors de la première rencontre, il est titulaire et marque même un but lors du second match.
| Joueurs     | Position          |     |     |
| Jessy Benet | Milieu de terrain | 78e | 82e |

#### Équipe du Sénégal des moins de 20 ans
Mouhamaeth Sané est, depuis son arrivée au Dijon FCO en novembre 2014, un élément important de l'équipe du Sénégal U20 de Joseph Koto. Le défenseur central, fort de son physique important, est titulaire en défense central, aux côtés d'Elimane Oumar Cisse, joueur du Diambars FC. Mamadou Thiam est lui un élément moins important de l'effectif. En effet, présent dans la pré-liste de l'entraîneur pour la CAN U20, il n'est finalement pas retenu dans le groupe.
Lors de la Coupe d'Afrique des Nations U20 en mars 2015, il dispute l'intégralité des trois rencontres des matchs de poule, contre le Nigeria, la Côte-d'Ivoire et le Congo. Malgré le grand nombre de buts encaissés par son équipe (huit en trois matchs), son entraîneur continue de lui faire confiance pour la demi-finale contre le Mali. Le Sénégal l'emporte 2-1 et se qualifie donc en finale. Lors de ces deux derniers matchs, le défenseur dijonnais a écopé deux fois d'un carton jaune pour comportement antisportif. Lors du dernier match de la compétition, le Sénégal ne peut rivaliser avec son adversaire, et est défait 1-0. Mouhameth Sané est récompensé de ses bonnes performances par une place en défense dans l'équipe du tournoi, aux côtés d'un malien et d'un nigérian.
Sané est encore une fois convoqué pour la Coupe du monde U20 qui a lieu en mai et en juin en Nouvelle-Zélande. Mais cette fois ci, il est accompagné par Mamadou Thiam qui s'est révélé avec les professionnels lors de la fin de la saison. Lors du premier match, les Sénégalais subissent une lourde défaite 3-0. Le second match de la compétition voir l'attaquant dijonnais inscrire son premier but international et le Sénégal marquer son premier point, après le match nul 1-1 contre la Colombie. Les deux dijonnais sont une nouvelle fois titulaires lors du troisième match, qui se conclut par une victoire 2-1. Grâce à ces résultats, les Sénégalais se qualifient en huitièmes de finale. Au tour suivant, l'équipe des deux dijonnais réalise un match nul 1-1 contre l'Ukraine. Le Sénégal se qualifie finalement aux tirs au but, après trois arrêts du gardien Ibrahima Sy. En quarts de finale, Mamadou Thiam offre la victoire à son équipe grâce à un but inscrit à la soixante-dix-septième minute. Le Sénégal l'emporte 1-0. Durant ce match, Mouhameth Sané a récolté un avertissement, le second de la compétition pour lui, qui le prive de la demi-finale. Cette dernière est perdue lourdement par les Lions de la Téranga sur le score de cinq buts à zéro. Le match pour la troisième place constitue une nouvelle défaite pour Sané et Thiam qui ne peuvent empêcher la victoire du Mali.
Le bilan de Mouhameth Sané avec l'équipe du Sénégal U20 durant la saison 2014-2015 est positif, avec une deuxième place lors d'une compétition continentale. Il a joué onze matchs en intégralité. Mamadou Thiam a lui disputé sept rencontres et marqué deux buts.
| Joueurs        | Position  |        |        |        |        |        |        |        |        |         |        |        |        |
| Mouhameth Sané | Défenseur | 90 min | 90 min | 90 min | 90 min | 90 min | 90 min | 90 min | 90 min | 120 min | 90 min |        | 90 min |
| Mamadou Thiam  | Attaquant |        |        |        |        |        | 60e    | 60e    | 88e    | 75e     | 90e    | 86 min | 16e    |

#### Équipe d'Albanie des moins de 19 ans
Gent Dinaj est appelé par l'entraîneur albanais Altin Lala, en place depuis août, pour la rencontre amicale opposant l'équipe d'Albanie U19 à celle d'Italie U18. Ce match, prévu tout au début de l'année civile, a pour but de faire une revue d'effectif. Le Dijonnais, titulaire du côté droit du milieu de terrain, est remplacé à la mi-temps par Agon Xhaka, joueur du KF Pristina.
De nouveau appelé en avril pour une double rencontre contre la Bosnie-Herzégovine les 21 et 23 avril, Dinaj ne rentre pas en jeu lors de ces rencontres, perdues toutes deux 3-0 par l'Albanie.
Gent Dinaj a donc participé à un seul match, en tant que titulaire, et n'a joué que 45 minutes.
| Joueurs    | Position          |        |  |  |
| Gent Dinaj | Milieu de terrain | 45 min |  |  |

## Tactique
La formation la plus utilisée par le DFCO cette saison est le 4-4-2, avec quatre défenseurs, deux milieux de terrain défensifs, deux milieux de terrain offensif excentrés et deux attaquants.
| \| Reynet 30 Souprayen 19 Rémy 4 Varrault 27 Bamba 15 Cissé 6 Gastien 22 Bela 10 Amalfitano 20 Tavarès 11 Rivière 26 \| L'équipe type de la saison en 4-4-2. · D'après les temps de jeu à leur poste. |
| Reynet 30 Souprayen 19 Rémy 4 Varrault 27 Bamba 15 Cissé 6 Gastien 22 Bela 10 Amalfitano 20 Tavarès 11 Rivière 26                                                                                     |

Le gardien titulaire est Baptiste Reynet. Il a été très sollicité cette année, bien qu'il n'ait pas été nommé aux trophées UNFP.
La charnière centrale est formée de Cédric Varrault (28 titularisations) et de William Rémy (28 titularisations également). Mais Zakaria Diallo, blessé durant la première moitié de saison, et Steven Paulle jouent aussi lors de la phase retour. Aux postes d'arrières latéraux, Abdoulaye Bamba est le titulaire à droite, mais Pape Paye l'a remplacé en fin de saison. À gauche, Samuel Souprayen est le titulaire indiscutable, son remplacent Diabaté ne jouant qu'un match en championnat.
Au milieu de terrain, Ousseynou Cissé et Johan Gastien forment la paire de milieux défensifs durant la majeure partie de la saison. Jordan Marié a peu à peu remplacé le second durant la seconde moitié de saison. Les milieux offensifs excentrés sont Romain Philippoteaux et Romain Amalfitano en première partie de saison. Puis le premier nommé est remplacé par Jérémie Bela à la suite de son transfert. 
En attaque, Julio Tavarès est titulaire indiscutable durant toute la saison. A ses côtés durant les cinq premiers mois, Loïs Diony, Yohann Rivière et Brian Babit se relaient, sans que l'un se détache plus qu'un autre. Avec le départ de Babit et l'arrivée de Raspentino, ce dernier est titularisé aux côtés de l'international cap-verdien durant la suite de la saison. Yohann Rivière et Loïs Diony continuent cependant a rentré en jeu en fin de match.

## Aspects juridiques et économiques

### Structure juridique et organigramme

#### Statut
La section professionnelle du club est une société anonyme sportive professionnelle (SASP) créée le 21 juin 2004. C'est une société anonyme à directoire. Le président du club Olivier Delcourt, PDG de la société Dijonnaise de voies ferrées (DVF) est également actionnaire du club. L'autre actionnaire principal est Francis Pennequin, gérant de l'entreprise Pennequin.

#### Direction
Le Dijon FCO est présidé depuis 2012 par Olivier Delcourt. Gilles Bordes est également membre du conseil de surveillance. Aymeric Sougniez est le secrétaire général, Déborah Maizil s'occupe de la boutique, Gérard Pastor de la sécurité et Aurélien Gaudriot de la communication.
Sébastien Pérez est le directeur sportif du club depuis la fin de la saison 2011-2012. Christophe Point est directeur du centre de formation et est secondé par Sébastien Degrange. Jean-Carl Tonin et Sébastien Larcier s'occupent eux du recrutement.

#### Éléments comptables
| Championnat | Matchs | Spon. | Sub. | Dr. TV | Autres | Produits | Salaires | Autres | Charges | Mutations | Résultat net |
| ----------- | ------ | ----- | ---- | ------ | ------ | -------- | -------- | ------ | ------- | --------- | ------------ |
| Ligue 2     | 1 012  | 3 076 | nc   | 5 262  | 1 803  | 11 152   | 8 512    | 4 753  | 14 064  | 3 414     | 327          |

## Affluences
165 803 personnes ont assisté aux matchs du Dijon FCO au Stade Gaston-Gérard. L'affluence moyenne est donc de 8 709 spectateurs. C'est la meilleure affluence moyenne du club en Ligue 2. C'est la quatrième moyenne de spectateurs en championnat,, avec 54 % de taux de remplissage à domicile. La meilleure affluence de la saison est réalisée contre l'AS Nancy-Lorraine le 22 mai avec 12 036 spectateurs à l'occasion de la trente-huitième et dernière journée.

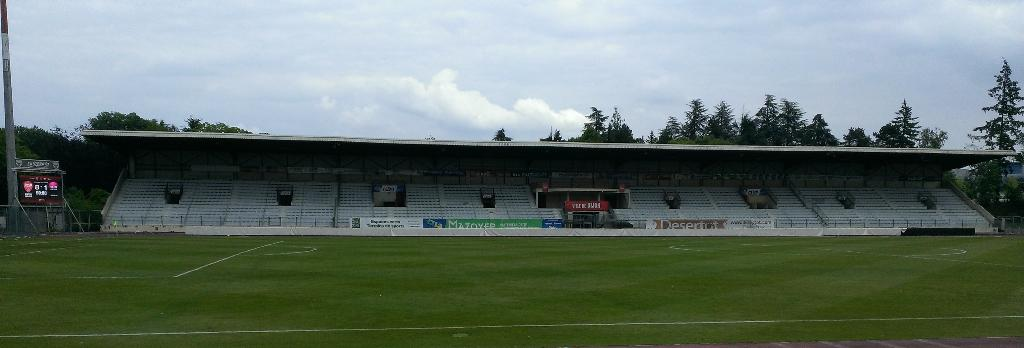
Vue de la Tribune Est avant sa démolition.

À l'extérieur, les supporters se déplacent en nombre lors des déplacements les plus courts, comme à Sochaux, à Troyes, à Auxerre et à Orléans. Lors des autres rencontres, on dénombrait au minimum quelques personnes pour encourager les bourguignons.
Dijon n'a reçu son adversaire lors d'aucun de ses six matchs de coupes.
La dernière rencontre à domicile de la saison marque le dernier match officiel disputé avant la démolition de la Tribune Est, tribune mythique du stade construite en 1934. Elle va être remplacée par un ouvrage d'une taille plus importante, pour continuer le développement du stade commencé avec les tribunes Dijon Céréales et Rougeot. Le chantier va durer deux ans, selon les prévisions.
Affluence du Dijon FCO à domicile

## Détail des matchs

### Matchs amicaux
Pour combler la trêve internationale d'octobre, un match amical est organisé contre le Clermont Foot 63. Comme une semaine auparavant, les dijonnais l'emportent, mais sur le score de 3-0 cette fois-ci, dont un doublé de Julio Tavarès.

### Championnat de Ligue 2
C'est l'ESTAC qui remporte cette soixante-seizième édition du championnat de France de football de Ligue 2. Il est donc promu en Ligue 1 pour la saison suivante. Son dauphin, le Gazélec Ajaccio, ainsi que le troisième, le Angers SCO rejoignent eux aussi l'élite,. En bas de classement, ce sont La Berrichonne de Châteauroux, l'AC Arles-Avignon et l'US Orléans qui descendent à l'échelon inférieur,.
Le Dijon Football Côte-d'Or termine à la quatrième place, après avoir été leader durant dix journées (de la sixième à la quatorzième puis de la seizième à la dix-huitième) en première partie de saison.

### Coupe de France
En tant que club de Ligue 2, le DFCO entame la compétition au septième tour. Dans le groupe F du tirage au sort, l'adversaire tiré est le RC Vichy. Après une nette victoire, les dijonnais enchaînent au huitième tour avec une seconde victoire contre une équipe amateur, toujours avec un maillot vert. En 32e de finale, c'est le Stade Malherbe Caen qui se fait éliminer par les rouges, après les prolongations. Le tour suivant, contre Concarneau est le dernier dans la compétition, avec une défaite en prolongation.
La compétition sera finalement remportée par le Paris Saint-Germain, après une victoire 1-0 en finale.

### Coupe de la Ligue
Le DFCO étant un club de Ligue 2, il entame la compétition au premier tour. Le tirage au sort lui désigne un déplacement au Tours Football Club pour entamer la compétition. Dijon se qualifie à la suite d'une victoire aux tirs au but. Au second tour, les dijonnais sont confrontés à Laval, tombeur de Sochaux au premier tour. Les mayennais mettent fin au parcours dijonnais à la suite d'une victoire 1-0.
Le Stade lavallois est éliminé au tour suivant par le FC Nantes 4-0, et la compétition est remportée en mai par le Paris Saint-Germain.

## Équipe réserve et équipes de jeunes

### Équipe réserve
L’équipe réserve du club sert de tremplin vers l'équipe première pour les jeunes du centre de formation.
Lors de la saison précédente, le club a fini cinquième de sa poule. David Linarès, qui entraînait l'équipe C remplace Sébastien Degrange qui occupait ce poste depuis deux ans. L'équipe évolue dans le groupe F.
L'équipe commence la saison par trois matchs nuls de suite sur le score de 0-0,,. Mais le résultat de la première journée est invalidée et la victoire est donnée au Football Club Bourgoin-Jallieu car un Mohamed Hamzaoui, suspendu, a été aligné du côté dijonnais,. Les dijonnais enchaînent ensuite une série de six matchs sans défaites, dont quatre victoires. Les jeunes joueurs qui composent sont bien aidés par les pros, avec notamment des buts de Koro Koné,, Jérémie Bela, ou encore Jessy Benet et Brian Babit.
S'ensuit ensuite une dégringolade des résultats, avec cinq matchs consécutifs sans l'emporter, et notamment deux défaites lors des deux derbys bourguignons contre le SC Selongey et le FC Gueugnon. De la troisième place après neuf journées, le DFCO se retrouve neuvième au terme de la quinzième. Tout comme les pros, l'équipe se reprend en février et reste invaincue pendant deux mois, jusqu'à la vingt-deuxième journée. Le Dijon FCO est alors quatrième. Cette série a vu se dévoiler l'attaquant sénégalais Mamadou Thiam, qui inscrit quatre buts en six matchs. La fin de saison est plus compliquée avec six matchs sans gagner de suite, dont un revers 4-0 à Gueugnon.
Le joueur le plus assidu est Antoine Mauchamps, avec 22 matchs joués sur 26 possibles tandis que le meilleur buteur est Mamadou Thiam auteur de 5 buts en seulement 12 apparitions.

### Équipes de jeunes
Le Dijon FCO aligne des équipes de jeunes dans toutes les catégories, notamment en U19 Nationaux et en U17 Nationaux.
L'équipe des moins de 19 ans du club participe au championnat national des moins de 19 ans et à la Coupe Gambardella. En championnat, les dijonnais terminent cinquième de leur groupe, derrière les centres de formations renommés que sont Reims, Metz, Nancy et Auxerre. En Gambardella, le DFCO s'incline contre le futur vainqueur en huitièmes de finale, après trois premiers tours remportés nettement,,.
Les moins de 17 ans finissent eux aussi cinquième de leur groupe, à vingt-et-un point du premier.